# Tombe des Cinq Chaises
La tombe des Cinq Chaises (en italien, Tomba delle Cinque Sedie) est une tombe étrusque de la nécropole de Banditaccia à Cerveteri.

## Description
La tombe, dont le nom est dû à la présence de cinq sièges pourvus de repose-pieds sculptés le long de la même paroi, fut découverte en 1865 par les Castellani, et daterait de 650-625 av. J.-C.
Il s'agit d'une tombe à trois chambres funéraires, avec dromos à escalier, en partie à ciel ouvert pour les deux premières chambres,  voie d'accès creusée dans le tuf, orientée nord-ouest (la direction cardinale de l'au-delà chez les Étrusques de cette période). La première chambre de droite comporte une vaste pierre concave (de sacrifice ?).
Au moment de la découverte chacun des cinq sièges comportait une statue en terre cuite dont une est conservée au Museo dei Conservatori à Rome et une autre au British Museum à Londres.
Sa particularité unique, parmi les tombes étrusques, de ces cinq sièges alignés, s'accompagne de la découverte, parmi le mobilier funéraire,  d'une statuette en terre cuite d’un  « dignitaire étrusque assis » (ou d'un ancêtre) de la deuxième moitié du VIIe siècle av. J.-C.